# Датская марка (административная единица)

Датская марка/Шлезвигская марка как временная пограничная марка Священной Римской империи около 1000 года

Датская марка (нем. Dänische Mark) или Шлезвигская марка (нем. Mark Schleswig) — область на территории нынешней федеральной земли Шлезвиг-Гольштейн к северу от Айдера и к югу от Даневирке у Шлезвига. Считается, что это она служила раннесредневековой пограничной маркой между Франкской империей и владениями датских королей. Сам термин «датская марка» не упоминается в средневековых источниках. Однако после франкских имперских анналов в 828 году датские короли и их войска вторглись «в марку» (лат. ad marcam). В ежегодниках Фульды «стражи датской границы» (лат. custodes Danici limitis) упоминаются в 852 году.

## Каролинги
Часто утверждается, что Карл Великий создал датскую марку около 810 года, чтобы удовлетворить просьбу датчан, направленную амбициозным королем Гудфредом, править над тогдашними саксонскими областями к северу от Эльбы, которые Карл недавно приобрел. Насколько длительной была пограничная марка Каролингов точно не известно.

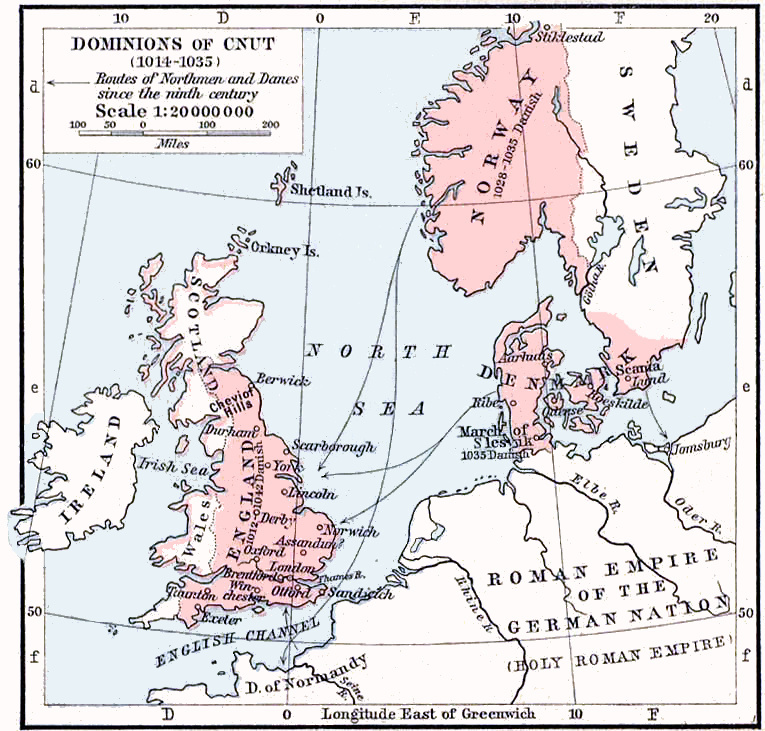
Датская марка/Шлезвигская марка в составе Датской империи Кнуда Великого (1014—1035)

В Вигмодине (эльбско-везерский треугольник между устьями Везера и Эльбы) и в северной Альбингии (к северу от Нижней Эльбы) саксы дольше всех сопротивлялись войскам Карла Великого. Многие из неоднократно восставших северных эльбских племен были депортированы во внутренние районы Франкской империи в 795 году и, в частности, в 804 году, и их владения были первоначально переданы славянским ободритам для создания буфера между франкской и датской империями. После того, как датчане согласились выплатить дань ободритам в 808 году, франки снова перешли через Эльбу, захватили там саксонские территории и, после франкских имперских анналов, начали строительство замка Эзесфельд 15 марта 809 года. Поскольку датский король Гудфред был убит в 810 году в результате борьбы за власть, его преемник Хемминг заключил мир с Франкской империей в 811 году на реке Айдер (близ нынешнего Рендсбурга), по которому река и стала границей между двумя государствами.

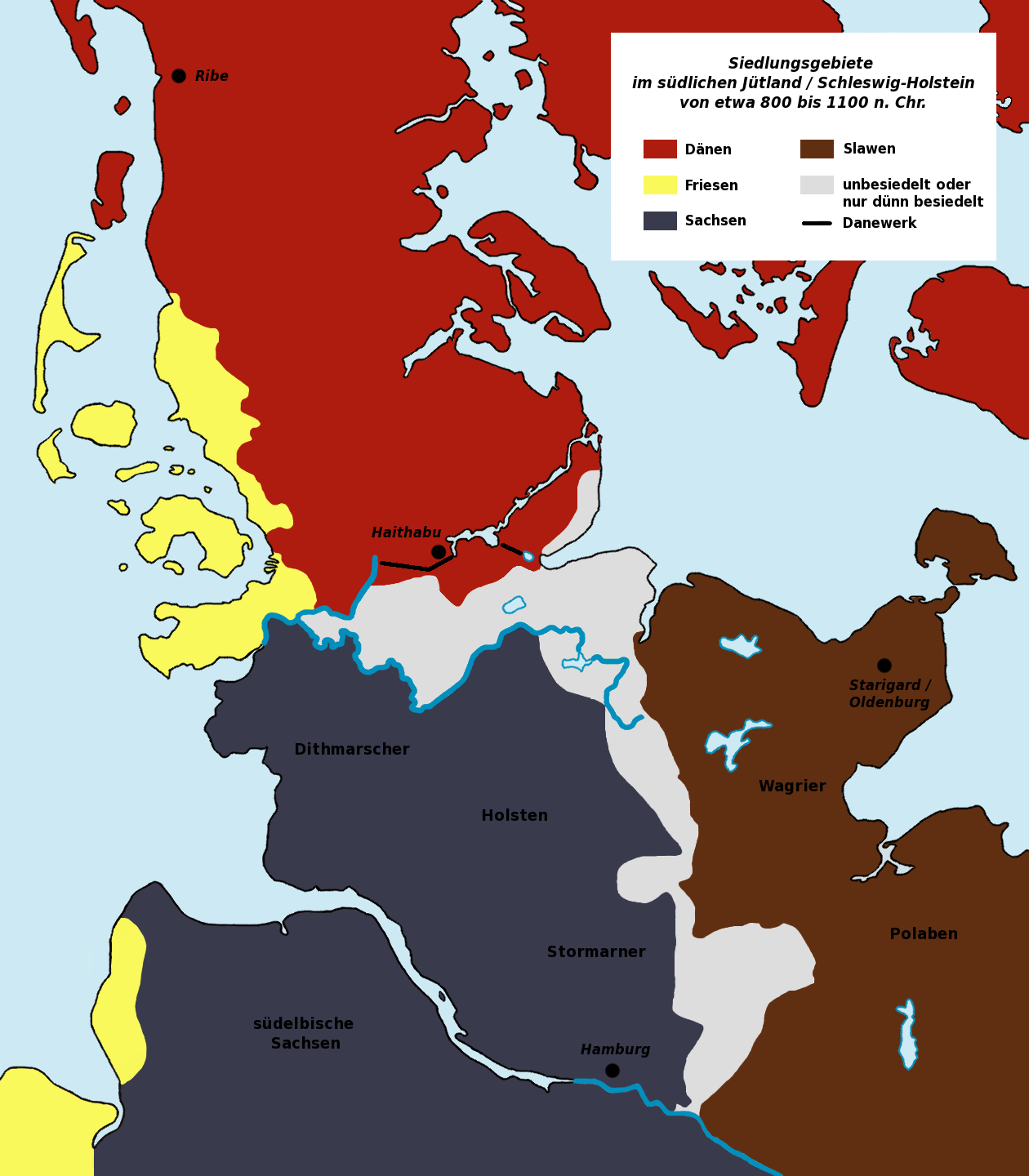
Датская марка/Шлезвигская марка между Шлаем и Айдером на южной границе расселения датчан

Однако в источниках Франкской империи за 828 год сообщается, что датчане вошли в «марку», перейдя Айдер, эта формулировка подразумевает вероятность того, что Каролингская марка находилась теперь к северу от Айдера. Достоверность этого не подтверждена. Причиной могли быть битвы, которые засвидетельствованы в годы после смерти Карла, конкретно в 814 году: в 817 году датчане и ободриты вместе пытались осадить крепость Эзесфельд, но безуспешно. Границы франкских графов в северной Альбингии засвидетельствованы в 822 году, но их влияние, вероятно, не выходило далеко за пределы замка Эзесфельд. Скорее всего, франки не смогли удержать замок, поэтому в 822 году была построена крепость Дельбенде, а затем Хаммабург на Эльбе около 825 года. Поскольку даже саксонские области между Эльбой и Айдером, по-видимому, не находились под контролем Каролингов, маловероятно, что имперское влияние распространялось на север от Айдера.

## Саксонская династия
Первый король Восточной Франки из саксонской династии Генрих I одержал значительную победу над датчанами в 934 году (по другим данным, в 931 или 936 году). В этом контексте Адам Бременский впервые сообщает о назначении маркграфа в важном торговом пункте Хедебю на Шлае и в поселении саксов. Поэтому принято считать, что Генрих I включил в состав своей империи территорию между Айдером и Шлаем в качестве марки. Его сын Оттон I основал Шлезвигскую епархию в 948 году. В 974 году мятежные датчане убили маркграфа, но через некоторое время были выбиты герцогом Бернхардом I и графом Генрихом I Харзефельдским/Штадтским. Из-за славянских восстаний датчанам удалось в 983 году на время отодвинуть южную границу своей империи назад к Айдеру. Однако вначале эта приграничная территория оспаривалась.
В 1025 году дочь короля Кнуда Великого Гунхильда была обещана сыну императора Конрада II, будущему императору Генриху III. В свою очередь, Кнуд Великий был признан императором правителем южной Ютландии вплоть до Айдера (сама свадьба не проводилась до 1036 года). Это положило конец Шлезвигской марки.
Датская объединённая административная область Фрезлет, которая была создана позже, была почти идентична по размеру датской марке.